# Тільзитер
Тільзи́тер — світло-жовтий напівтвердий сир.
Має помірно тверду текстуру з нерівними дірочками і тріщинами. Тільзитер промислового виробництва виготовлений з пастеризованого коров'ячого молока, має жирність від 30 до 60 % і темно-коричневу скоринку. Часто має у складі кмин і чорний перець; є прекрасним доповненням до житнього хліба і темних сортів пива. Тільзитер — звичайний столовий сир, хоча і має безліч сортів. Його їдять у салатах, розплавленим в соусах, з картоплею, в пирогах і бутербродах.

## Історія
Виробництво Тільзитера було розпочато в середині XIX століття в місті Тільзит в Східній Пруссії (зараз — місто Совєтськ Калінінградської області) пруссько-швейцарськими поселенцями з долини Емменталь (кантон Берн).
Перші будівлі сирного заводу все ще існують в Совєтську.
Починаючи з 1893 року Тільзитер стали виробляти також і в Швейцарії, в кантоні Тургау на північному сході країни, використовуючи вивезені з Тільзита рецепти.
З 1993 виробництво сиру йде під захищеним торговим знаком «Tilsiter Швейцарія».
Виготовлення сиру переважно відбувається в кантонах Тургау, Санкт-Галлен і в Цюріхському нагір'ї.
Плавлений сир Тільзітер, в упаковці-тюбику, був дуже популярний і був таким же невід'ємним компонентом раціону солдата вермахту, як консервований хліб, рибні консерви або шнапс.

## Особливості сиру, різновиди
Плоскі круглі буханці сиру мають висоту приблизно 8 см, діаметр 25—30 см і вагу 4—4,5 кг.
Швейцарський Тільзітер не має загальноприйнятої у Німеччині або Данії форми з великою кількістю очок, при порівнянні смакових якостей виявляється не таким гірким.
«Організація сортів (SO) Tilsiter Switzerland GmbH», яка належить молочним виробникам, фабрикантам Tilsiter і торговцям, управляє торговим знаком і відповідає за якість і маркетинг Tilsiters.
Вона визначила такі різновиди:
- Tilsiter швейцарський Середньої готовності (червоно-білий ярлик) зі свіжого сирого молока з часом дозрівання 70—110 днів.
- Tilsiter швейцарський Surchoix (червоно-чорно-золотий ярлик) зі свіжого сирого молока з часом дозрівання 120—180 днів.
- Bio-Tilsiter швейцарський (червоно-білий ярлик з зеленим знаком Біо) зі свіжого біомолока з часом дозрівання 70—110 днів (середня готовність) або 120—180 днів (rezent).
- Past-Tilsiter швейцарський (зелено-біла етикетка) з пастеризованого свіжого молока з часом дозрівання 30—60 днів (м'який).
- Rahm-Tilsiter швейцарський вершковий (біло-жовта етикетка) з пастеризованого свіжого молока з доповненням вершків, з часом дозрівання 30—75 днів.
- Bio-Rahm-Tilsiter швейцарський (біло-жовта етикетка із зеленим знаком Біо) з пастеризованого свіжого біомолока з додаванням біовершків, з часом дозрівання 30—75 днів.
- Під торговим знаком AlpenTilsiter з Швейцарії експортується сир (червоно-золотий ярлик з альпійською панорамою) зі свіжого сирого молока з часом дозрівання 120—180 днів, кожен його буханець витирається під час дозрівання сумішшю з трав і білого вина Тургау Мюллера, цей сорт виробляється з 2003.

У різних сортів жирність мінімум 45 % жиру в сухому стані, за винятком Rahm-Tilsiter і Bio-Rahm-Tilsiter (мінімум 55 % жиру в сухому стані).
У 2007 було вироблено 3787 т швейцарського тільзитера, з них 53 % сортів середньої готовності, Surchoix, Bio-Tilsiter і Alpen-Tilsiter, 40 % сорту Past-Tilsiter і 7 % сортів Rahm-Tilsiter і Bio-Rahm-Tilsiter.
Оскільки ім'я сиру не захищене, він вільно виробляється сьогодні як в східній Швейцарії, так і в Німеччині, і пропонується під ім'ям Тільзитер, а в східних федеральних землях Німеччини виходить переважно під ім'ям Tollenser.
За смаковими якостями данський сир «Havarti» має найбільш схожий з сиром Тільзитер смак.

## Галерея

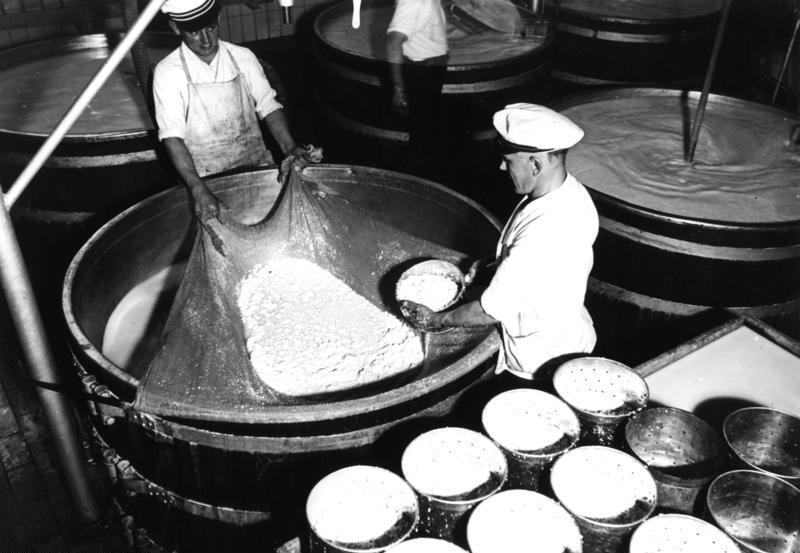
Виробництво Тільзитера
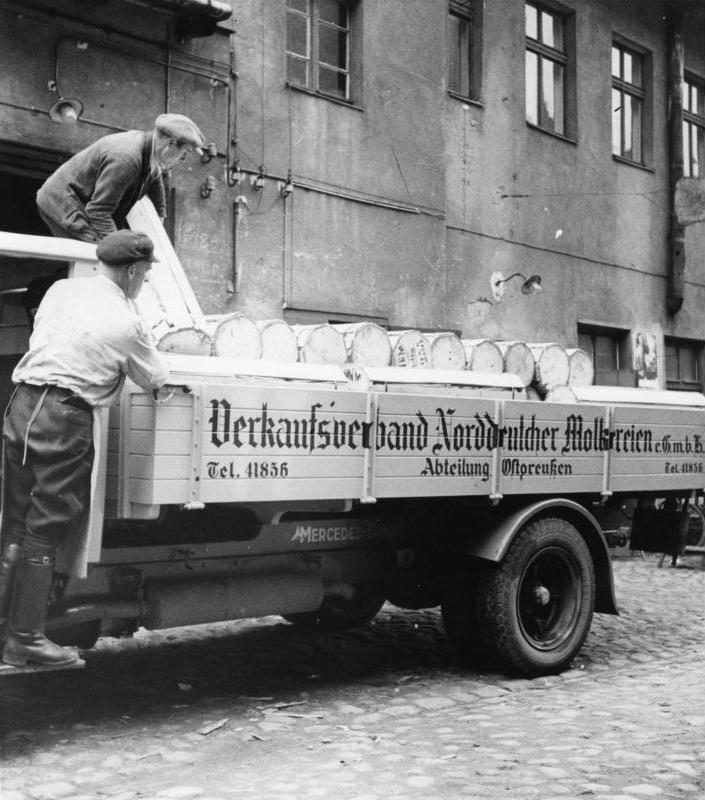
Навантажування сиру
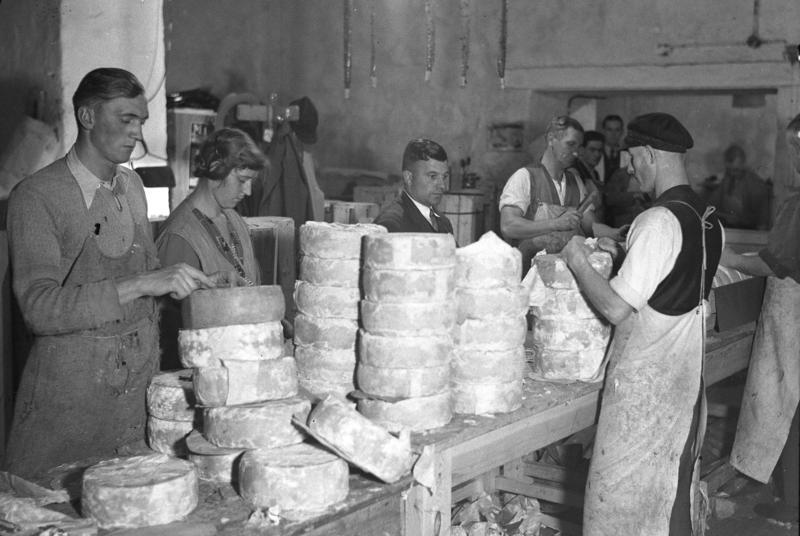
Приготування сиру